# Зоар (мошав)
Зоар (ивр. זוהר‎) — сельскохозяйственный кооперативный мошав в Израиле в Западном Негеве. С муниципальной точки зрения поселок находится в границах регионального совета «Лахиш» и принадлежит движению «Сельскохозяйственный союз». В 2020 году его население составляло 350 человек.

## История
Мошав был основан в 1956 году и населен выходцами из Алжира и Туниса. С годами к нему присоединились выходцы из Ирака, Венгрии, России и т. д., которых не приняли в других поселениях (по логистическим причинам).
На создание базы мошава и повлияло множество факторов. Среди них наиболее заметными были Мекорот (Национальная компания по водоснабжению), поселившиеся в этом районе ядра Нахаля, движения Союз групп и кибуцев, а также Кооперативный сельский совет. До создания государства в этом районе располагалась полевая база Пальмаха в течение около полугода.
В 1950-х и 1960-х годах мошав страдал от многочисленных террористических нападений фидаинов со стороны сектора Газа.
Поначалу мошав принадлежал подразделению союза групп и кибуцев, действовавшему в рамках сионистского рабочего движения. С преобразованием мошава в самостоятельное поселение Зоар перешел в движение «Сельскохозяйственный союз» (которое было создано путем объединения нескольких органов, в том числе Кооперативного сельского совета, членом которого также был и Зоар). С годами Зоар интегрировался в Сельскохозяйственный союз. В 1965 году жители мошава Зоар были одними из видных активистов сельского движения, принявшим участие в борьбе против закона о мошавах (вместе со всеми поселениями Сельскохозяйственного союза), которая в конечном итоге увенчалась успехом, а в 1970-х и 1980-х годах Зоар принимал большое участие в создание молодёжного движения Сельскохозяйственного союза.
Мошав Зоар, также как и другие населенные пункты Западного Негева, страдает от ракетных обстрелов из сектора Газа.
Недавно поселок одобрил проект строительства нового квартала напротив озера Зоар, который будет включать 92 новых участка.
Название мошава, как и других новых поселений, символизирует великий свет, который новые поселенцы принесли в Хевель-Лахиш, и их надежду на быстрое возрождение этого региона.

## География
Зоар расположен на севере Негева, на юго-западе региона Хевель-Лахиш, недалеко от городов Сдерот, Кирьят-Гат и Ашкелон.
С сельскохозяйственной точки зрения условия выращивания в поселке оптимальны для большинства распространенных в Израиле культур. Комфортная температура, тяжелая почва и много осадков. Сельскохозяйственная территория поселка очень велика, но есть участки, находящиеся на территории поселка и не принадлежащие ему или его членам, либо сданные в аренду сторонним лицам на многие годы (некоторые из сельскохозяйственных угодий мошава находятся в пределах региональных советов Шаар-ха-Негев и Мерхавим).
Озеро Зоар — искусственное озеро (изначально естественное) площадью около 1200 дунамов и вместимостью около 7 миллионов кубических метров воды. Строительство озера началось в 1949 году. Это один из крупнейших водоемов Израиля, поэтому через территорию населенного пункта проходит и национальный водопровод.

## Население
По данным Центрального статистического бюро Израиля, население на начало 2020 года составляло 350 человек.